# Made in Hong Kong (And in Various Other Places)
Made in Hong Kong (And in Various Other Places) è un album del gruppo musicale finlandese Nightwish, pubblicato l'11 marzo 2009 e composto da un CD ed un DVD.
Il CD contiene otto canzoni eseguite dal vivo durante il tour mondiale per Dark Passion Play, più due B-Side ed una demo di Cadence of Her Last Breath. Il DVD invece contiene i video dei tre singoli, cioè Amaranth, Bye Bye Beautiful e The Islander, più una sorta di diario del tour, dal suo inizio fino ad Hong Kong.

## Tracce
CD
Testi di Tuomas Holopainen, musiche di Tuomas Holopainen, eccetto dove indicato.
1. Bye Bye Beautiful (live) – 4:34
2. Whoever Brings the Night (live) – 4:24 (musica: Emppu Vuorinen)
3. Amaranth (live) – 4:17
4. The Poet and the Pendulum (live) – 13:59
5. Sahara (live) – 6:10
6. The Islander (feat. Troy Donockley) (live) – 5:25 (musica: Marco Hietala)
7. Last of the Wilds (feat. Troy Donockley) (live) – 6:31
8. 7 Days to the Wolves (live) – 7:17 (musica: Tuomas Holopainen, Marco Hietala)
9. Escapist – 4:59
10. While Your Lips Are Still Red – 4:18 (musica: Tuomas Holopainen, Marco Hietala)
11. Cadence of Her Last Breath (demo) – 4:14

Durata totale: 66:08
DVD
1. Bye Bye Beautiful (video)
2. Amaranth (video)
3. The Islander (video)
4. Back in the Day... is Now